# Смирнов, Михаил Ильич
Михаил Ильич Смирнов (1895, Тверская губерния, теперь Российская Федерация — 25 октября 1974, Москва) — советский государственный, военный и профсоюзный деятель.

## Биография
Родился в крестьянской семье. Трудовую деятельность начал в 1904 году слесарем на заводе в Москве.
Член РСДРП(б) с 1914 года.
В 1918—1921 годах — в Красной армии. В 1918 году служил комиссаром, участвовал в подавлении антисоветских восстаний в Рыбинске, Ярославле и на Тамбовщине. В 1919 году воевал на Южном фронте против войск А. И. Деникина и П. Н. Врангеля. Принимал участие в боевых действиях против войск Н. И. Махно и в подавлении Кронштадтского восстания 1921 года.
С 1921 года работал на восстановлении угольных шахт в Донбассе.
В 1923—1924 годах — председатель Полтавского губернского совета профессиональных союзов. С 1925 года — председатель Екатеринославского (Днепропетровского) окружного совета профессиональных союзов.
Член Центральной Контрольной Комиссии КП(б)У в декабре 1925 — ноябре 1927 г. Кандидат в члены ЦК КП(б)У в ноябре 1927 — июне 1930 г. 
В 1928—1930 годах — председатель Всеукраинского комитета Союза горных рабочих СССР. Член Центральной Контрольной Комиссии ВКП(б) в июле 1930 — январе 1934. Избирался членом ВУЦИК, член Президиума ВУЦИК, член ЦИК СССР.
В январе 1930 — 1931 — председатель ЦК Союза горных рабочих СССР. В 1931—1933 годах — председатель ЦК профсоюза рабочих угольной промышленности СССР. В 1933—1934 годах — председатель ЦК профсоюза рабочих каменноугольной промышленности СССР. Работал управляющим угольного треста «Сталинуголь». В 1934—1938 годах — управляющий угольного треста «Карагандауголь» в Казахской ССР. Затем — управляющий угольного треста «Уралуголь».
С июня 1941 — в Красной армии. Участник Великой Отечественной войны. В 1941—1942 годах — военный комиссар полка, военный комиссар стрелковой дивизии. В сентябре 1942—1945 годах — начальник политического отдела и заместитель начальника тыла Брянского фронта по политической части; заместитель начальника тыла Ленинградского фронта по политической части. Демобилизовался в звании полковника.
В 1946—1948 годах — председатель ЦК профсоюза рабочих угольной промышленности восточных районов СССР. Работал управляющим Всесоюзного треста «Гидромеханизация» Министерства угольной промышленности СССР.
Затем — персональный пенсионер в Москве. Похоронен на Новодевичьем кладбище города Москвы.

## Звание
- полковник

## Награды
- два ордена Ленина
- три ордена Красного Знамени (1920, 1921, 6.06.1945)
- орден Отечественной войны 1 степени (4.06.1944)
- орден Красной Звезды (1943)
- медали